# Thư viện Carnegie

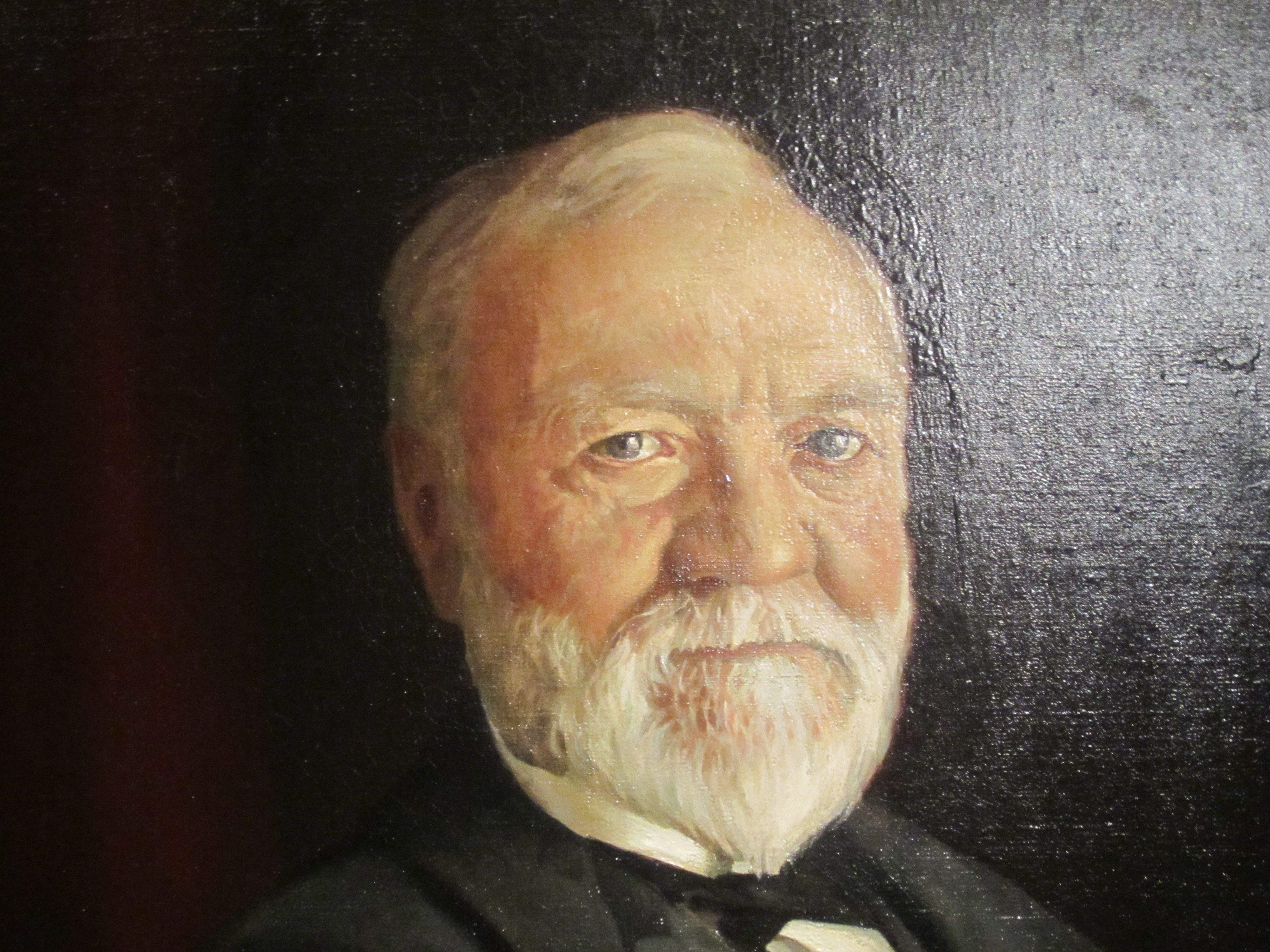
Chân dung Carnegie (chi tiết) tại Phòng tranh chân dung Quốc gia.

Thư viện Carnegie là một thư viện được xây dựng từ tiền quyên tặng của doanh nhân và nhà từ thiện Scotland-Hoa Kỳ Andrew Carnegie. Đã có tổng cộng 2.509 thư viện Carnegie được xây dựng trong khoảng thời gian từ năm 1883 đến 1929, bao gồm các thư viện thuộc hệ thống công cộng và thư viện đại học. Trong đó có 1.689 thư viện được xây tại Hoa Kỳ, 660 tại Vương quốc Anh và Ireland, 125 tại Canada, và một số khác ở Australia, Nam Phi, New Zealand, Serbia, Caribbe, Mauritius, Malaysia và Fiji.
Ban đầu, phần lớn các thư viện Carnegie được xây dựng tại những nơi ông gắn bó là quê nhà của ông ở Scotland và Pittsburgh, Pennsylvania. Từ năm 1899, Carnegie dần dần gây quỹ xây dựng các thư viện khác ngoài hai khu vực này.
Trong vài năm sau đó chỉ có vài thị trấn đề nghị tiền quyên góp để xây thư viện và đồng ý với điều khoảng của ông bị từ chối. Đến thời điểm khoản tiền quyên góp cuối cùng được sử dụng vào năm 1919, đã có 3.500 thư viện mới ở Hoa Kỳ, gần một nửa trong số đó được xây bởi tiền quyên góp của Carnegie.

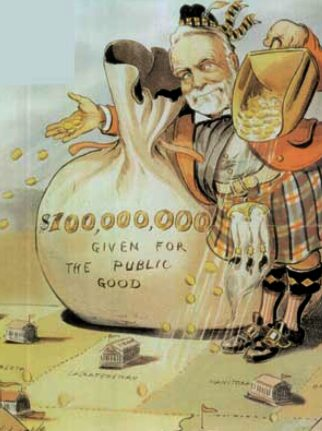
Andrew Carnegie's philanthropy as golden shower. Puck magazine cartoon by Louis Dalrymple, 1903

## Lịch sử

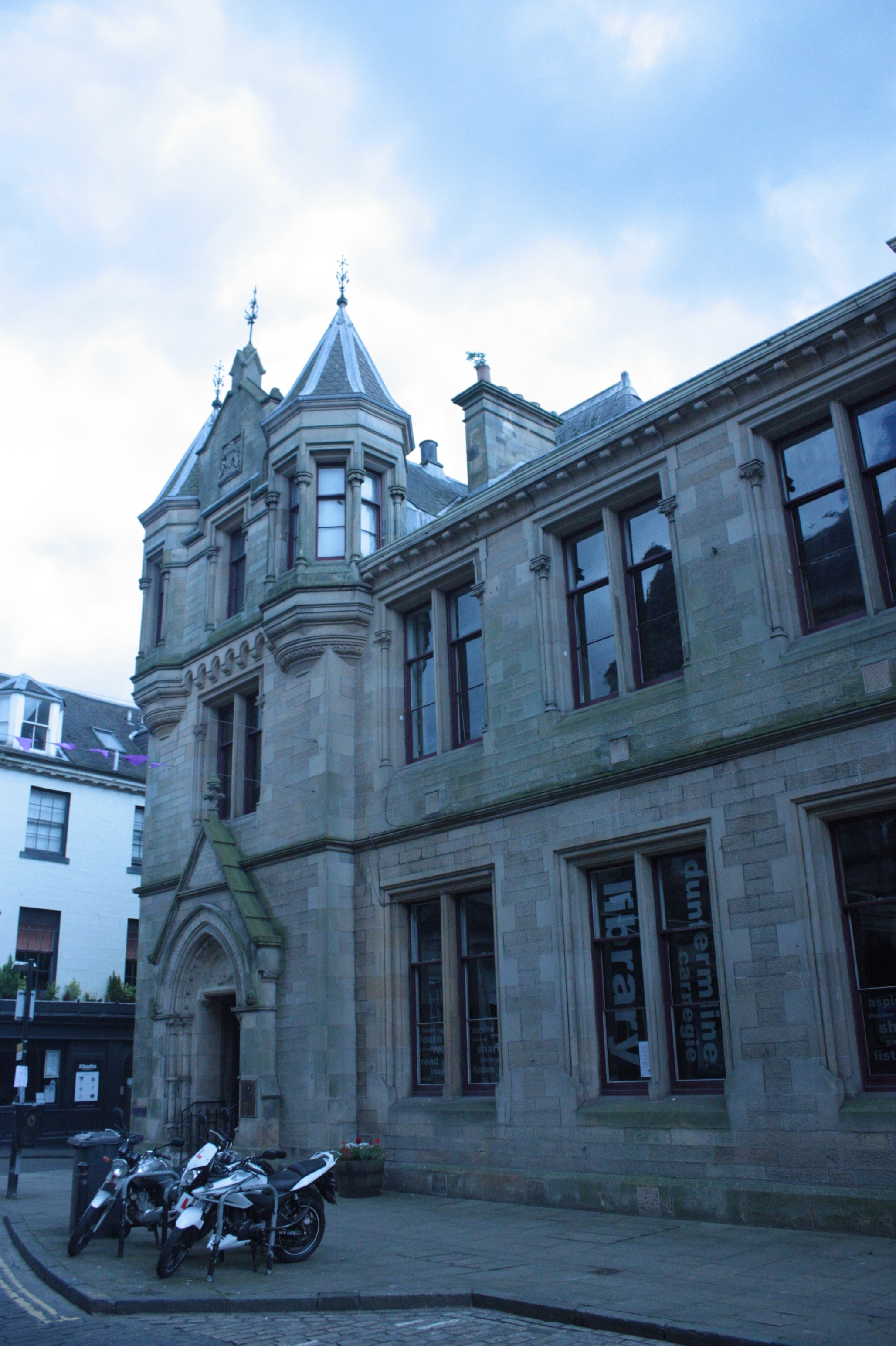
Thư viện Carnegie đầu tiên trên thế giới ở Dunfermline

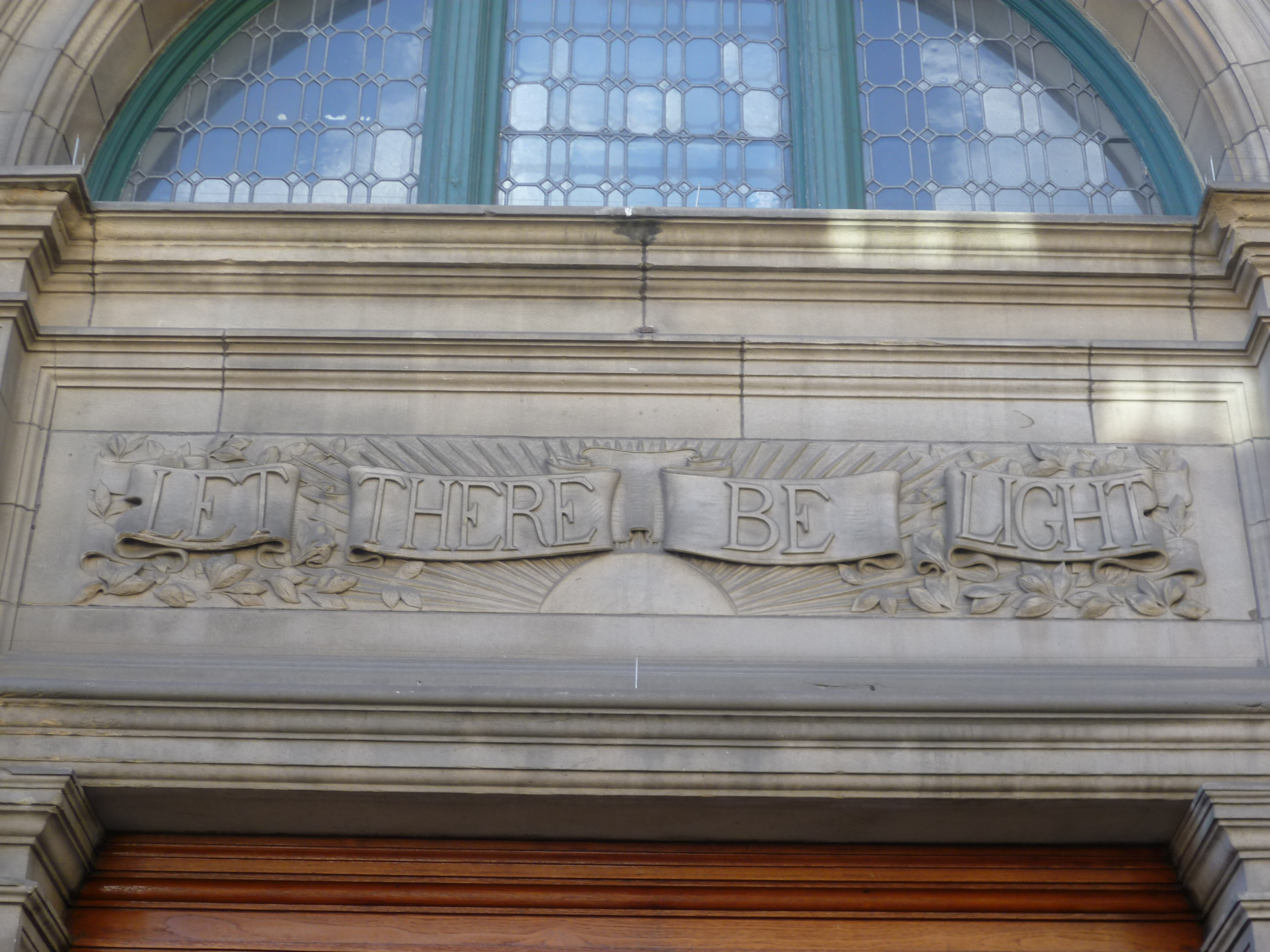
Carnegie's library motto over the entrance of Edinburgh's Central Library.

Thư viện công cộng đầu tiên của Carnegie được xây tại nơi sinh của ông, Dunfermline, Scotland. Công việc xây dựng được Carnegie giao cho James Campbell Walker vào năm 1880 và thư viện mở cửa vào năm 1883. Đã có những tranh cãi về việc tòa nhà trưng bày phiến đá có hình mặt trời cách điệu với dòng chữ - "Mang tới ánh sáng nơi đây" ở lối vào.
Thư viện đầu tiên ở Hoa Kỳ được xây vào năm 1886 tại nơi ông lớn lên Allegheny, Pennsylvania (hiện tại là Bờ Bắc Pittsburgh). Năm 1890, nơi này lại xây thư viện thứ hai của Carnegie ở Mỹ. Tòa nhà cũng bao gồm Phòng Hòa Nhạc Carnegie đầu tiên trên thế giới.
Thư viện Carnegie đầu tiên mở cửa ở Mỹ vào năm 1889 tại Braddock, Pennsylvania, khoảng 9 dặm tính từ dòng sông ở Pittsburgh, và thuộc về một trong những nhà máy của Công ty Thép Carnegie. Đây là Thư viện Carnegie Library thứ hai ở Hoa Kỳ được xây, 1887, và là một trong bốn thư viện duy nhất được tài trợ hoàn toàn. Đến năm 1893 một tòa nhà có kích cỡ gấp đôi công trình ban đầu được xây thêm bao gồm cả Phòng Hòa nhạc Carnegie thứ 3 ở Hoa Kỳ.
Ban đầu, Carnegie chỉ quyên góp cho một vài thị trấn mà ông quan tâm. Đó là những thị trấn ở Scotland và trong khu vực Pittsburgh, Pennsylvania. Ở Hoa Kỳ, 6 trong số 7 thư viện đầu tiên, 7 trong số 10 thư viện đầu tiên, và 9 trong số 13 thư viện đầu tiên ông xây đều nằm ở vùng Tây Nam Pennsylvania. Nhà phê bình kiến trúc Patricia Lowry nhận xét "cho đến nay, các thư viện miễn phí của Carnegie cho mọi người vẫn là những sản phẩm xuất khẩu văn hóa quan trọng của Pittsburgh, một món quà giúp định hình tư tưởng và cuộc sống hàng triệu người."
Cho đến năm 1898, chỉ duy nhất một thư viện được xây ở Hoa Kỳ nằm ngoài vùng Tây Nam Pennsylvania ở Fairfield, Iowa, bắt đầu xây năm 1892. Sự kiện này ghi dấu lần đầu tiên Carnegie tài trợ cho một thư viện mà ông không có mối liên hệ cá nhân, giúp khởi đầu cho mô hình của Carnegie cho hàng trăm thư viện sau đó.
Bắt đầu từ năm 1899, quỹ của ông tăng số lượng thư viện được xây một cách đáng kể.
Điều này trùng hợp với thời điểm nở rộ của các câu lạc bộ phụ nữ sau Thế chiến II, vốn có các hoạt động xây dựng thư viện, gây quỹ dài hạn và vận động hành lang trong các cộng đồng của hộ để thu hút tài trợ và sự ủng hộ. Các câu lạc bộ này đã giúp lập đến 75-80 phần trăm số thư viện ở các cộng đồng ở Hoa Kỳ.